# لیک ۱۹۵۱
سیارک ۱۹۵۱ (به انگلیسی: 1951 Lick، نامگذاری:1949OA) هزار و نهصد و پنجاه و یکمین سیارک کشف شده‌است که در ۲۶ ژوئیه ۱۹۴۹ کشف شد.
قدر مطلق سیارک برابر ۱۴٫۵۱ است.